# Synagoga w Andrychowie
Synagoga w Andrychowie – nieistniejąca synagoga, która znajdowała się w Andrychowie.
Synagoga została zbudowana w 1885 roku na miejscu starej, drewnianej synagogi, według projektu bielskiego architekta Karola Korna. Synagoga posiadała 600 miejsc siedzących. Podczas II wojny światowej, 24 listopada 1939 roku hitlerowcy spalili synagogę, a w 1940 roku rozebrano jej ruiny. Po zakończeniu wojny na miejscu, gdzie stała synagoga, wybudowano nowy budynek.

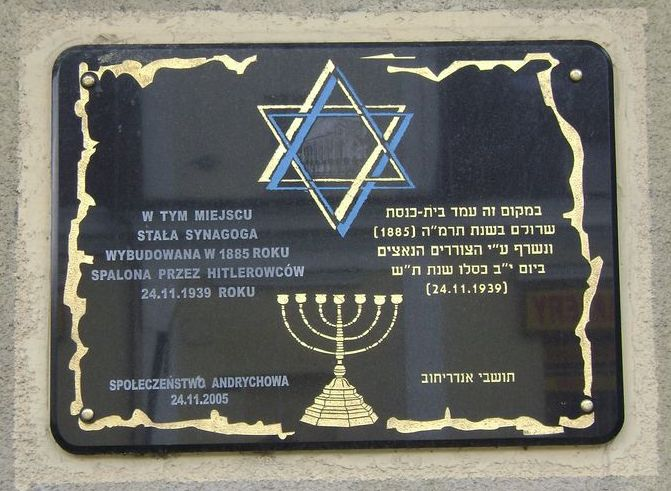
Tablica pamiątkowa

24 listopada 2005 roku uroczyście odsłonięto tablicę pamiątkową, upamiętniającą synagogę z treścią w języku polskim oraz hebrajskim:
„W tym miejscu stała synagoga wybudowana w 1885 roku spalona przez hitlerowców 24.11.1939 roku.”
Murowany budynek synagogi wzniesiono na planie prostokąta, w stylu eklektyczno-neoromańskim na wzór niemieckich synagog postępowych. Wewnątrz znajdowała się wielka sala modlitewna, posiadająca około 600 miejsc siedzących. Na wysokości piętra z trzech stron salę główną obiegały galerie dla kobiet.